# کوکه‌داما

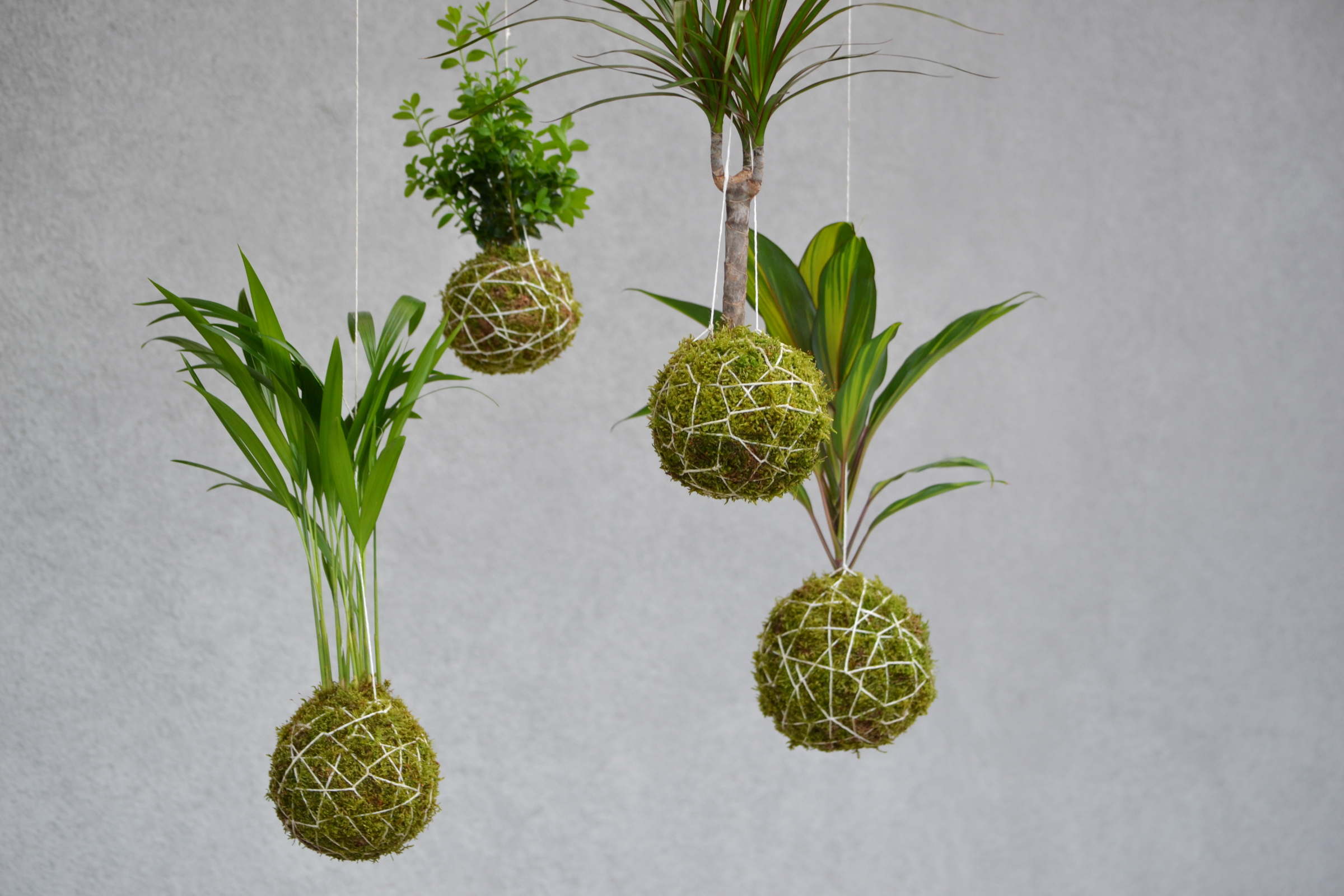
کوکِه‌دامای آویزان شده

کوکِه‌داما (به ژاپنی: 苔玉) یک واژه ژاپنی است که در زبان فارسی به آن توپ خزه هم گفته می‌شود. کوکِه‌داما در واقع نوعی بونسای تغییرشکل یافته‌است، که تاریخ ساخت آن به قرن هفدهم میلادی و کشور ژاپن برمی گردد. «کوکِه» در زبان ژاپنی به معنای خزه و «داما» به معنای توپ است. ژاپنی‌ها با پوشاندن ریشه گیاه با گِل مخصوص و خزه و بستن نخ به دور آن، گلدان کروی شکل یا کوکِه‌داما می‌سازند.

## کوکِه‌داما چیست
شکل اولیهٔ کوکِه‌داما درخت بونسای کوچکی است که در کاسه‌ای دست‌ساز و ساده قرار دارد و ایدهٔ اصلی آن به مکتب ژاپنی زیبایی‌شناسی به نام وابی-سابی (Wabi Sabi) برمی گردد که به کامل نبودن طبیعت و زیبایی طبیعی آن اشاره می‌کند. ویژگی‌های اصلی مکتب وابی سابی، سادگی، زمینی‌بودن، نامرتبی و معمولی بودن است. کوکِه‌داما در واقع بازتابی از اصول وابی-سابی است و تأکید زیادی بر نشان دادن زیبایی گیاه دارد تا گلدان. برای همین کوکِه‌داما گلدان ندارد.
در زمان قدیم قسمتی از ریشهٔ بونسای را از خاک بیرون می‌گذاشتند تا بخشی از زیبایی ریشه‌ها را هم نشان دهند. با گذشت زمان خزه هم به روی ریشه‌ها اضافه شد و به جای استفاده از درختان کوچک، از گیاهان خانگی و بوته‌ها استفاده شد و کم‌کم به گیاه کوکِه‌داما تبدیل شد.
امروزه بسیاری از مردم از کوکِه‌داما به دلیل شکل متفاوتش و اشغال نکردن فضای زیاد استقبال زیادی کرده‌اند.
کوکِه‌داما را می‌توان در صفحات تخت سنگی (مانند بشقاب) یا کاسه‌هایی با ارتفاع کم، ظرف‌های تزیینی یا یک بشقاب کوچک زیبا گذاشت یا می‌توان آن را به راحتی آویزان کرد؛ که زیبایی خاصی را ایجاد می‌کند.

## گیاهان مناسب برای کوکه‌داما

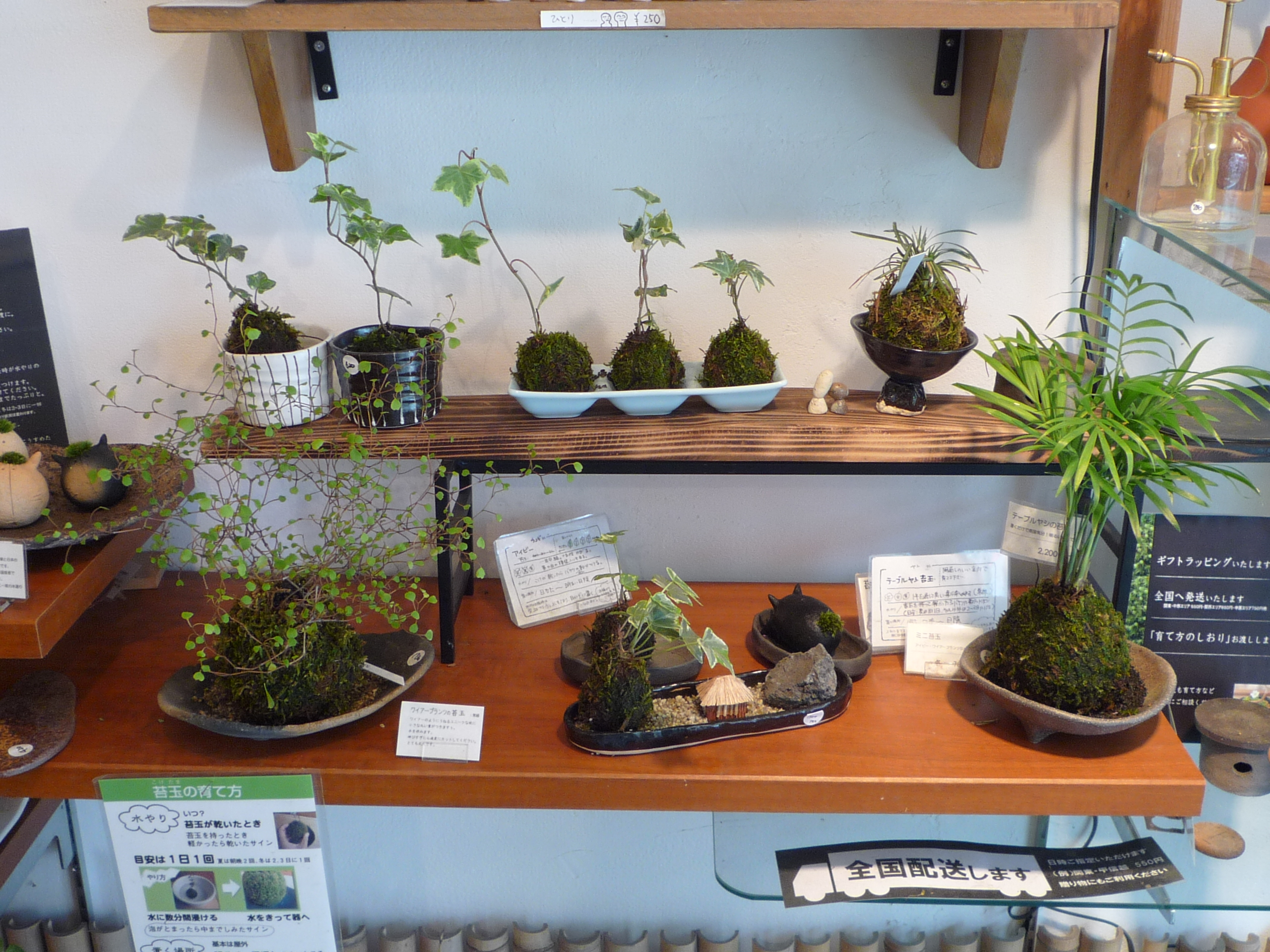

برای ساختن کوکه‌داما می‌توان از همه نوع گیاهان از ارکیده گرفته تا گیاهان دارویی و گیاهان آپارتمانی را استفاده کرد. در رابطه با گیاهان مناسب برای کوکه‌داما شدن با توجه به کمتر بودن رطوبت ایران نسبت به کشور ژاپن، گیاهی با شرایط محیطی ایران را برای کوکه‌داما انتخاب می‌کنند که نیازهایشان مطابق با شرایط نوری، میزان رطوبت ایران باشد تا ماندگاری بیش تری داشته باشند. گیاهانی مثل پوتوس، برگ انجیری، گل چمچه‌ای، قاشقی و درخت اژدها (دراسنا) برای کوکِه‌داماهای خانگی بسیار مناسبند.
بهتر است گیاهی را انتخاب شود که نور متوسط لازم داشته باشد و لازم نباشد آن را مدت زیادی در مقابل نور خورشید قرار داد زیرا گرمای خورشید باعث خشک شدن رطوبت کوکِه‌داما می‌شود و رنگ گیاه را به مرور زمان قهوه‌ای می‌کند.
از کاکتوس و گیاهان گوشتی در کوکه‌داما استفاده نمی‌شود. زیرا خاک مناسب کاکتوس‌ها خاک شنی است و در صورت استفاده در کوکه‌داما، نمی‌توان آن را به راحتی شکل داد چون میزان چسبندگی آن کم است. همچنین خزه کوکِه‌داما، رطوبت بیش از اندازه‌ای را به گیاه تحمیل می‌کند که باعث خراب پژمرده شدن آن می‌شود.
کوکه‌داما را می‌توان با گیاهان چوبی مثل درختان کوچک هم ساخت و در فضای باز نگهداری کرد اما نگهداری از کوکه‌داما در فضای باز کمی دشوار است چون فرایند تبخیر آب در کوکِه‌داما سریع تر اتفاق می‌افتد درحالی که لازم است رطوبت کوکِه‌داما همیشه حفظ شود.

## نحوه نگهداری از کوکه‌داما

### نور مورد نیاز گیاه کوکه‌داما چقدر است؟
قبلاً هم گفتیم که این سبک پرورش گیاه نیازمند نور غیر مستقیم است. شما می‌توانید از نور غیر مستقیم استفاده کنید. میزان نور بسته به نوع گیاهتان فرق می‌کند و ممکن است کم یا زیاد و یا متوسط باشد.
اگر در آپارتمان یا منزل نور کافی ندارید، باید از گیاهانی که نیاز به نور کمی دارند، مانند سانسوریا پا کوتاه، شامادورا و  آگلونما استفاده کنید.

### کوکه‌داما را چقدر آبیاری کنیم؟
آبیاری گیاه باید منظم انجام شود. بدین ترتیب هفته‌ای 3 تا 5 بار آبیاری لازم است. البته این تعداد آبیاری بستگی به فصلی که در آن هستید دارد. در زمستان طبیعتاً دیرتر نیاز به آبیاری است. اما نکته مهم زمان آبیاری است.